# S

S صد و نوزدهمین حرف از حروف الفبای لاتین است. نام انگلیسی آن «اِس» است: 

## تاریخچه تغییرات حرف S
| š نیاسامی | S فنیقی | S اتروسکی | سیگمای یونانی |
| --------- | ------- | --------- | ------------- |
|           |         |           |               |

## در نگارش فارسی
این حرف معادل حروف / س و ص و ث/ در الفبای فارسی می‌باشد.
معمولاً به‌صورت sh معادل حروف / ش / در الفبای فارسی می‌باشد.

## کاربردها

### فیزیک
s (اِس کوچک) در دستگاه بین‌المللی یکاها نماد ثانیه است.

### در نقشه
در نقشه‌ها s سمت جنوب را نمایش می‌دهد.

## نگارخانه

نشان‌واره سوزوکی
نشان‌واره سیات
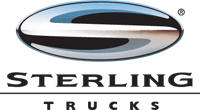
نشان‌واره استرلینگ تراکس
نشان‌واره استودبیکر
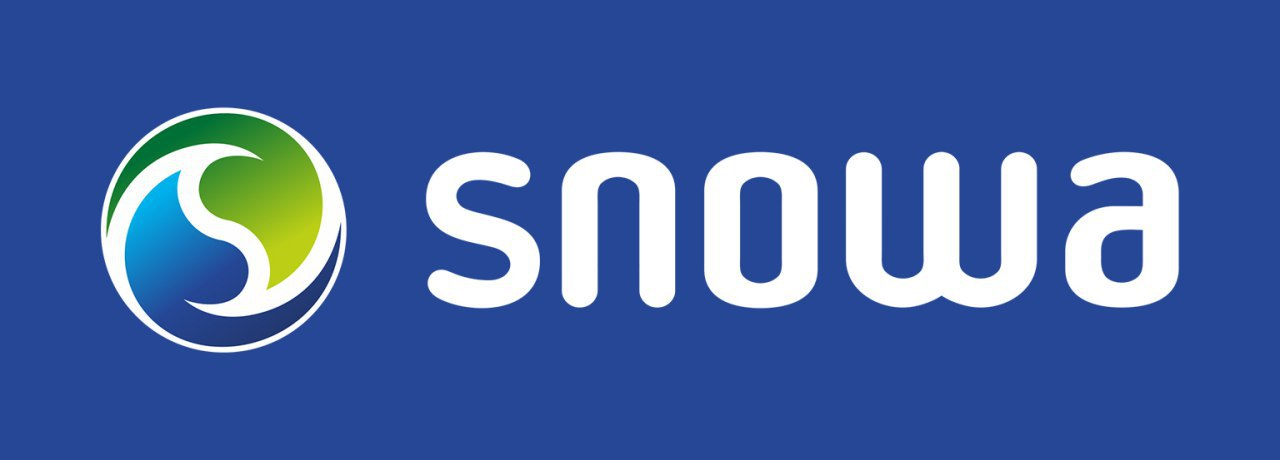
نشان‌واره اسنوا
Superman logo